# Mezza maratona di Delhi
La mezza maratona di Delhi è una corsa su strada maschile che si tiene in India ogni anno dal 2005 ed è parte del circuito IAAF Gold Label Road Race.
L'evento del 2009 ha attirato circa 29.000 podisti, che hanno partecipato alle quattro gare in programma: 
 la mezza maratona, la corsa di 7 km chiamata Great Delhi Run, una di 4.3 km per cittadini seniores, ed una prova di 3.5 km per sedie a rotelle.

## Albo d'oro
| Edizione | Anno | Uomini           | Tempo   | Donne            | Tempo   |
| -------- | ---- | ---------------- | ------- | ---------------- | ------- |
| 1        | 2005 | Philip Rugut     | 1:01:55 | Irina Timofeyeva | 1:10:35 |
| 2        | 2006 | Francis Kibiwott | 1:01:36 | Lineth Chepkurui | 1:10:40 |
| 3        | 2007 | Dieudonné Disi   | 1:00:43 | Deriba Alemu     | 1:10:30 |
| 4        | 2008 | Deriba Merga     | 59:15   | Aselefech Mergia | 1:08:17 |
| 5        | 2009 | Deriba Merga     | 59:54   | Mary Keitany     | 1:06:54 |
| 6        | 2010 | Geoffrey Mutai   | 59:38   | Aselefech Mergia | 1:08:35 |